# Tricula
Tricula is een geslacht van weekdieren uit de klasse van de Gastropoda (slakken).

## Soorten
- Tricula angustizonata Liu, Wang & Zhang, 1991
- Tricula costata Liu, Wang & Zhang, 1991
- Tricula cylindrica Liu, Wang & Zhang, 1991
- Tricula elongata Liu, Wang & Zhang, 1991
- Tricula godawariensis Nesemann & S. Sharma, 2007
- Tricula latichasma Liu, Wang & Zhang, 1991
- Tricula mahadevensis Nesemann, Shah & Tachamo, 2007
- Tricula microcosta Liu, Wang & Zhang, 1991
- Tricula montana Benson, 1843
- Tricula ovata Dang & Ho, 2006
- Tricula pengshuiensis Liu, Wang & Zhang, 1991
- Tricula semilunaris Dang & Ho, 2006
- Tricula youyangensis Liu, Wang & Zhang, 1991
- Tricula zonata Liu, Wang & Zhang, 1991